# 새야 새야 파랑새야 (드라마)
《새야 새야 파랑새야》는 MBC에서 1994년 3월 7일부터 1994년 3월 29일까지 방영된 동학혁명 100주년 특별기획 드라마이다.
이 드라마는 방송 사상 처음으로 동학 농민 운동을 정면으로 다뤘으며, 동학농민전쟁 100주년이 되는 1994년에 그 역사적 의의를 고양하고 민족의 기상을 놓이고자 제작된 역사극이다. 또한 영화 《가슴에 돋는 칼로 슬픔을 자르고》를 감독하는 등 그동안 재야영화운동가로 활동해 온 홍기선이 극본을 맡았으며, 동학혁명의 한복판에서 선 두 주인공을 통해 동학혁명의 의의를 재조명하였다.

## 등장 인물
- 최종환 : 둑간 역 - 노비 출신, 사당패로 떠돌다가 전봉준을 만나 농민군에 합류
- 이재룡 : 도영 역 - 지방양반가 출신, 일본사관학교 유학, 개화당 비밀조직 가입
- 이미연 : 둑간의 연인 역
- 신윤정 : 도영의 연인 역
- 송재호 : 도영 부 역
- 선우용녀 : 도영 모 역
- 정욱 : 오부자 역
- 김명희
- 심양홍 : 도영의 당숙 역
- 김상순
- 신복숙
- 엄성모
- 고정일
- 김은미
- 유인촌 : 녹두장군 전봉준 역
- 임병기 : 김옥균 역
- 송영창 : 장갑복 역
- 박영지 : 김홍집 역
- 윤관용
- 이도련
- 백인철
- 임대호

## 회차별 부제
| 회차 | 방송일자        | 부제                          |
| ---- | --------------- | ----------------------------- |
| 1화  | 1994년 3월 7일  | 두개의 하늘                   |
| 2화  | 1994년 3월 8일  | 조선을 개화하라               |
| 3화  | 1994년 3월 14일 | 사람이 하늘이다               |
| 4화  | 1994년 3월 15일 | 시천주 조화정                 |
| 5화  | 1994년 3월 21일 | 서면 백산이여 앉으면 죽산이라 |
| 6화  | 1994년 3월 22일 | 갑오세 가보세                 |
| 7화  | 1994년 3월 28일 | 청천하 농꾼지야               |
| 8화  | 1994년 3월 29일 | 새야새야 파랑새야             |